# یو این شیک
یو این شیک به کره ای ( 유인식 ) و به انگلیسی (yoo in shik) یکی از مطرح ترین کارگردانان حال حاضر در کشور کره جنوبی است .او با کارگردانی سریال های دکتر رمانتیک ، بی خانمان و وکیل عجیب وو یونگ وو به موفقیت های عظیمی دست یافت. او در حال حاضر در کمپانی ای استوری مشغول به کار است. یو این شیک با نویسنده جانگ یونگ چول ۴ همکاری مشترک طی سریال های غول ، خاطرات کارمند ، تجسم پول و بی خانمان داشته است او همچنین با نویسنده کانگ ایون کیونگ دو همکاری موفق دکتر رمانتیک ۱ و ۲ را داشته و قرار است فصل سوم این سریال با همان عوامل دو فصل قبل در سال ۲۰۲۳ منتشر شود.

## فیلم شناسی
درون طوفان 2004
زن خانه دار بد ۲۰۰۵
خانواده بد ۲۰۰۶
دزد 2008
غول 2010
خاطرات کارمند ۲۰۱۲
تجسم پول ۲۰۱۳
شما همگی محاصره شده اید ۲۰۱۴
خانم پلیس ۲۰۱۵
خانم پلیس ۲ ۲۰۱۶
دکتر رمانتیک ۱ ۲۰۱۷
بی خانمان ۲۰۱۹
دکتر رمانتیک ۲ ۲۰۲۰
وکیل عجیب وو یونگ وو ۲۰۲۲
دکتر رمانتیک ۳ ۲۰۲۳

## افتخارات
جایزه بهترین کارگردان ۲۰۱۷ در مراسم بکسانگ آواردز با سریال دکتر رمانتیک